# 劉阿生
劉阿生（荷蘭語：De kapthai Lioe A-sin），原名劉耀南，又名劉生，蘭芳共和國末期領導人。

## 生平
1813年11月30日，劉阿生出生於嘉應州上半圖堡鳳嶺村，33歲時下南洋到婆羅洲。1849年至1884年擔任蘭芳共和國領導人。劉阿生採取了一系列改革措施，促進了西婆羅洲的穩定。1884年9月劉阿生在坤甸病故後，荷蘭軍隊以護送劉阿生靈柩為藉口突襲占領東萬律蘭芳總廳，最終蘭芳共和國滅亡。